# La Nuit des fantômes (téléfilm, 1999)
Pour l’article homonyme, voir La Nuit des fantômes.
Pour plus de détails, voir Fiche technique et Distribution.
La Nuit des fantômes (A Christmas Carol) est un téléfilm de Noël anglo-américain réalisé par David Hugh Jones, basé sur le conte Un chant de Noël de Charles Dickens et diffusé le 5 décembre 1999 sur TNT.

## Synopsis
Dans la période victorienne, Ebenezer Scrooge, vieux patron avare et aigri, tyrannisant sans cesse son personnel et ses proches, ne pense qu'à faire du profit. La veille de Noël, le spectre de son défunt associé lui apparaît. Il vient avertir Scrooge qu'il ne lui reste qu'une unique chance pour échapper à son misérable destin et que cette nuit il va avoir la visite de trois esprits. Ces trois esprits sont les fantômes des Noël passé, présent et futur. À chaque aventure, Scrooge se rend compte que Noël n'est pas si mauvais que ça et au bout du compte il retrouvera la joie de Noël et deviendra un homme bon et généreux.

## Fiche technique
- Titre original : A Christmas Carol
- Réalisation : David Hugh Jones
- Assistant-réalisateur : Gareth Tandy
- Scénario : Peter Barnes d'après le roman « Un chant de Noël » de Charles Dickens
- Musique : Stephen Warbeck
- Directeur de la photographie : Ian Wilson
- Décors : Karen Brookes
- Costumes : Charles Knode
- Maquillage : Norma Webb
- Effets spéciaux : Richard Conway
- Producteur : Dyson Lovell
- Société de production : RHI Entertainment
- Pays de production :  États-Unis,  Royaume-Uni
- Genre : Fantastique
- Durée : 95 minutes
- Première diffusion :  États-Unis 5 décembre 1999

## Distribution
- Patrick Stewart : Ebenezer Scrooge
- Richard E. Grant : Bob Cratchit
- Ian McNeice : Albert Fezziwig
- Saskia Reeves (VF : Caroline Beaune) : Mme Cratchit
- Bernard Lloyd (en) : Jacob Marley
- Dominic West (VF : Guillaume Lebon) : Fred
- Trevor Peacock (en) : le vieux Jo
- Liz Smith : Mme Dilber
- Elizabeth Spriggs : Mme Riggs
- Kenny Doughty : Ebenezer Scrooge jeune
- Laura Fraser : Belle
- Celia Imrie : Mme Bennett
- Claire Slater (en) : Martha Cratchit
- Joel Grey (VF : Éric Legrand) : le fantôme des Noël passés
- Desmond Barrit (en) : le fantôme des Noël présents
- Tim Potter (en) : le fantôme des Noël futurs
- Claire Adamson (VF : Chantal Macé) : Caroline